# Sakirabiap
Sakirabiap  (Sakiriabar, Sakurabiat, Sakurap) /od sakurap=macaco-prego, jedna vrsta majmuna porodice Cebidae + -iat =kolektivna množina, / gotovo nestalo pleme američkih Indijanaca s rijeke Mequens u brazilskoj državi Rondônia, na području općina Cerejeira i Colorado do Oeste. 
Jezično su srodni starim plemenima Mekens (Mequém, Mekhem ili Michens ) i plemenu Akuntsu s kojima po jednoj klasifikaciji pripadaju porodici Tupari, velika porodica tupian, a po drugoj su neklasificirani. Populacija iznosi svega 51 (1995); 89 (2001).
Među njima još danas su se očuvale 4 lokalne grupe koje govore različitim dijalektima, to su Sakurabiat, Guaratira (Koaratira), Korategayat (Guarategaja, Guarategajat) i Siokweriat.